# Teorema de Parseval
En matemàtiques, el  teorema de Parseval  demostra que la Transformada de Fourier és unitària, és a dir, que la suma (o la integral) del quadrat d'una funció és igual a la suma (o a la integral) del quadrat de la seva transformada. Aquesta relació procedeix d'un teorema de 1799 sobre sèries, el creador va ser Marc Antoine Parseval. Aquesta relació es va aplicar més tard a les Sèries de Fourier.
Encara que el teorema de Parseval se sol usar per indicar la unicitat de qualsevol transformada de Fourier, sobretot en física i enginyeria, la forma generalitzada d'aquest teorema és el Teorema de Plancherel.

## Fórmula
En física i enginyeria, la relació de Parseval se sol escriure com:
{\displaystyle \int _{-\infty }^{\infty }|f(t)|^{2}dt=\int _{-\infty }^{\infty }|{\mathcal {F}}[f(t)](\alpha )|^{2}d\alpha }
On {\displaystyle {\mathcal {F}}[f(t)](\alpha )} representa la transformada contínua de Fourier de  x  ( t ) i  α representa la freqüència (en hertz s) de  x .
La interpretació d'aquesta fórmula és que l'energia total del senyal  x  ( t ) és igual a l'energia total de la seva transformada de Fourier  X  ( f ) al llarg de totes les seves components freqüencials.
Per senyals de temps discret, la relació és la següent:
{\displaystyle \sum _{n=-\infty }^{\infty }|x[n]|^{2}=\int _{-\pi }^{\pi }|X(e^{j\phi })|^{2}d\phi }
On  X  és la transformada de Fourier de temps discret (DTFT) de  x  i φ representa la freqüència angular (en radians) d ' x .
D'altra banda, per a la transformada discreta de Fourier (DFT), la relació és:
{\displaystyle \sum _{n=0}^{N-1}|x[n]|^{2}={\frac {1}{N}}\sum _{k=0}^{N-1}|X[k]|^{2}}
On  X  [ k ] és la DFT de  x  [ n ], ambdues de longitud  N .